# Io ci sarò (Piero Pelù)
Io ci sarò è un brano del cantante italiano Piero Pelù, frontman dei Litfiba, che segna ufficialmente l'inizio della sua carriera da solista.
Il singolo è uscito nei negozi il 7 aprile 2000 ed anticipa l'uscita dell'album Né buoni né cattivi dello stesso anno. Il singolo debutta nella sua prima settimana direttamente al primo posto dei singoli più venduti in Italia, e rimanendoci anche la settimana successiva. Ha venduto circa 25 000 copie. È stato frequentemente trasmesso in radio, raggiungendo la posizione numero 1 dell'airplay.
Nel disco singolo, oltre alla title track, è contenuta una cover del brano Pugni chiusi, che Pelù aveva precedentemente cantato durante la trasmissione televisiva Francamente me ne infischio, condotta da Adriano Celentano.

## Videoclip
Per il suo primo video dopo la separazione dai Litfiba, Piero decise di girare Io ci sarò per le strade di Bologna, in mezzo alla sua gente. I musicisti della band di Pelù appaiono a turno come comparse. Altre scene di oggetti che esplodono, tra cui il corpo di Pelù stesso, si alternano alle altre immagini. La regia del video è di Lucio Pellegrini.
Al termine del video c'è una citazione di Arancia meccanica, con Piero che fischietta il motivo di Singin' in the Rain e colpendo a calci un peluche e un libro, mima la scena dell'aggressione dello scrittore presente nel film di Kubrick.

## Tracce
1. Io ci sarò
2. Pugni chiusi

## Classifiche

### Classifiche di fine anno
| Anno | Paese  | Posizione |
| ---- | ------ | --------- |
| 2000 | Italia | 37        |